# والری ریژاکوف
والری ریژاکوف (روسی: Вале́рий Никола́евич Рыжако́в؛ ۲۳ دسامبر ۱۹۴۵ – ۳۱ دسامبر ۲۰۱۵) بازیگر اهل کشور اتحاد جماهیر شوروی سوسیالیستی و روسیه بود.
از فیلم‌هایی که وی در آن‌ها نقش داشته‌است، می‌توان به کمیسر اشاره نمود.
وی برندهٔ جوایزی همچون جایزه دولتی اتحاد شوروی شده‌است.